# Bractwo kurkowe w Sieradzu
Kurkowe towarzystwa, czyli bractwa strzeleckie powstawały już w średniowieczu w miastach, w których poszczególne cechy rzemieślnicze i korporacje kupieckie miały poprzydzielane konkretne baszty
i odcinki obwarowań miejskich do obrony przed spodziewanym najeźdźcą. Bractwa strzeleckie powoływano w celu doskonalenia umiejętności strzeleckich ewentualnych obrońców. Bracia (tak zwano członków Towarzystw Kurkowych) początkowo doskonalili swe umiejętności w strzelaniu z łuków, a następnie z broni palnej. Towarzystwa działały w oparciu o własny statut i z czasem wypracowały atrakcyjne tradycje, co sprawiło, że przetrwały w wielu miastach do dziś.
Towarzystwo strzeleckie istniało również w Sieradzu. Ks. W. Pogorzelski (s.65,81) charakteryzując XIV – wieczne miasto pisze: Miasto ma trzy bramy: Krakowską, Warcką i Grodzką. Bramy o zachodzie słońca zamykane. Cechy rzemieślnicze obowiązane do obrony; w ratuszu i cechach mają oręż, później jest założone bractwo strzeleckie, które ma swoją strzelnicę dla ćwiczeń na przedmieściu, poza murami miasta...”. Twierdzi dalej (s.81), że Bractwo Kurkowe w Sieradzu istniało na pewno w 1524 r. ze strzelnicą jako miejscem przeznaczonym do ćwiczeń na terenie zajętym później przez więzienie.
Józef Kobierzycki (s. 33) powołując się na znane sobie stare księgi miejskie (Sier. miejska. Ks.33, f. 215) informuje o sporze burmistrza Jana Urbanowskiego, który w r. 1680 wytoczył proces swojemu następcy niejakiemu Tatarczykowi. Były burmistrz zeznaje, co następuje: ...przed Majestatem Najwyższego Boga w Trójcy Świętej Jedynego i Najjaśniejszym Niezwyciężonym Janem III z Bożej łaski królem polskim Panem Miłościwym i wszystką Rzeplitą całego miasta Sieradza i wszystkiem pospółstwem, iż będąc ciężkim obstryctus juramentem zostawszy mieszczaninem, pisarzem, ławnikiem, burmistrzem i kilka lat lentwójtem nigdy nie byłem sądzony, swobody miasta przestrzegałem, ten zaś p. Tatarczyk Zapustę 11 lat trzyma i miastu niepłaci, ogród indebite przez lat kilkanaście trzyma, na ozdobę ratusza dochód wyznaczony nieoddaje, a pożytki bierze i o zegarze żadnego staranie niema. Kurek także srebrny kilkaset złotych w sobie ważący, który był całego miasta sperimen trzyma...”
W wytoczonym sporze przed Majestatem króla Jana III Sobieskiego, który rozsądzał ten spór będąc osobiście w Sieradzu, były burmistrz wzywał swego następcę, aby ten zwrócił przywłaszczonego srebrnego kurka, który należał do miasta, a nie do niego. Wzmianka ta, mimo że nie dochowały się wiadomości o wyroku króla Jana III, jest dowodem, że w Sieradzu istniało Towarzystwo Kurkowe znane pod nazwą „Strzelnica” (Sir. Castr. Relat. Ks. 59, f.f. 753). Kobierzycki podaje również, że w Sieradzu istniało wówczas przedmieście o nazwie „Strzelnica”.
Nie dochowały się jakiekolwiek informacje o działaniu Towarzystwa Kurkowego, ale zachował się opis kurka, a to dlatego, że był on zastawiony za 100 złp. u kolejnego sieradzkiego burmistrza – Jana Müllera. Opis zawarty jest w akcie składania przez niego urzędu w dniu 1 XII 1698 r. Brzmi następująco: Kurek miejski, alias klejnot miasta do bractwa strzeleckiego należący ma tablic srebrnych 17 (zapewne z nazwiskami królów) na łańcuszku srebrnym zawieszonych. Pierścień w gębie ze złota prostego z kamieniem prostym czerwonym, jako jest opisany w księgach wójtowskich sieradzkich, gdym go prezentował przy obecności sławetnych p. Jana Wróblewskiego i p. Tomasza Pokrownickiego circa annum 1689”.
Kurek jest po raz ostatni wspomniany w r. 1710 w związku z zarzutami urzędu miasta dotyczącymi proboszcza ks. kan. Pruskiego, że ten bezpodstawnie kurek bractwa strzeleckiego trzyma u siebie... (W. Pogorzelski, s. 82)